# Farnsworth House
Az Farnsworth House egy történelmi jelentőségű műemlék ház, amelyet Ludwig Mies van der Rohe tervezett és épített 1945 és 1951 között. A ház egyszobás hétvégi házként épült vidéki környezetben a Fox River partján az Illinois állambeli Planóban, Chicago belvárosától mintegy 96 km-re délnyugatra. Az acélból és üvegből készült házat a neves orvos, Dr. Edith Farnsworth rendelte meg.
Mies egy 140 négyzetméteres építményt hozott létre, amelyet széles körben a nemzetközi stílus példaképeként tartanak számon, és a modern építészet egyik leghíresebb alkotása. Az házat 2006-ban nemzeti történelmi műemlékké nyilvánították, miután 2004-ben felkerült a National Register of Historic Places listájára. 2006-tól a ház a National Trust for Historic Preservation tulajdonában áll, és múzeumként működik.
A 2018-as Illinois Bicentenárium alkalmából a Farnsworth-házat az American Institute of Architects Illinois 200 nagyszerű helyének egyikévé választotta, és az USA Today Travel magazin is elismerte, mint az AIA Illinois „25 kötelezően megtekintendő épület” egyikét.

## Története
Ludwig Mies van der Rohe-t egy 1945-ös vacsora alkalmával bízta meg egy hétvégi ház megtervezésével Edith Farnsworth. A gazdag megrendelő a modern építészet egy különleges alkotását szerette volna megépíttetni, azonban az építkezés vége felé az építész és a megrendelő között vita alakult ki, amely megzavarta az épület befejezését.
Farnsworth a Chicago Tribune kiadójától, Robert R. McCormicktól vásárolta meg az erdős, kilenc hektáros folyóparti birtokot. Mies még időben kidolgozta a tervet, hogy az 1947-ben szerepelhessen a munkásságát bemutató kiállításon a New York-i Museum of Modern Artban. 1947-ben a terv elkészülte után a projektet felfüggesztették, mert Farnsworth egyik betegeskedő nagynénjétől kapott örökségre vártak. Miesnek fővállalkozóként és építészként is fel kellett volna lépnie. A munkálatok 1950-ben kezdődtek és lényegében 1951-ben fejeződtek be. A megbízás minden építész számára ideális volt, de a Farnsworth és Mies közötti, nagy nyilvánosságot kapott vita, amely az építkezés vége felé kezdődött, beárnyékolta azt. A ház teljes költsége 1951-ben 74 000 dollár volt (2020-as árfolyamon 734 635 dollár).
Az eredetileg jóváhagyott 58 400 dolláros építési költségvetéshez képest 15 600 dolláros költségtúllépés az inflációval járó árukspekulációból (a koreai háborúra való mozgósításból eredő keresletre való tekintettel) eredő növekvő anyagárak miatt következett be. Az építkezés befejezéséhez közeledve az építész pert indított 28 173 dollár építési költség nem kifizetése miatt. A tulajdonos ezután ellenkeresetet nyújtott be kártérítésért állítólagos műhiba miatt. Az építész ügyvédjei bebizonyították, hogy Farnsworth jóváhagyta a terveket és a költségvetés növelését, és a bíróság kötelezte a tulajdonost a számlák kifizetésére. Farnsworth műhiba vádját megalapozatlanság miatt elutasították. Mies számára ez keserű és üres győzelem volt, figyelembe véve az azt követő fájdalmas nyilvánosságot.
Alice T. Friedman író 1998-ban a konfliktusról azt állította, hogy „nincs bizonyíték arra, hogy [Farnsworth] arra törekedett volna, hogy viselkedését Mies hajthatatlan építészeti víziójának »belső logikája« megkérdőjelezze; éppen ellenkezőleg, úgy tűnik, világos elképzelése volt arról, hogyan akar élni, és elvárta, hogy az építész tiszteletben tartsa nézeteit...”. Hhamarosan rájött, hogy amit Mies akart, és amit ő is megtalálni vélt benne, az egy olyan mecénás volt, aki félreteszi a költségvetését és az igényeit saját építészi céljai és álmai javára.”

## Építészeti jellemzői
A ház alapvető jellemzői azonnal jól láthatóak. A padlótól a mennyezetig terjedő átlátszó üveglapok széles körű használata rendkívüli mértékben megnyitja a belső teret a természetes környezet felé. A tetőt és a padlót alkotó két, határozottan kifejezett vízszintes födém szendvicsként egy nyitott élettérbe illeszkedik. A födémek széleit tisztán fehérre festett acélszerkezeti elemek határozzák meg. A házat nyolc széles peremű acéloszlop emeli 1,60 méterrel az árterület fölé, amelyek a padló és a mennyezeti födémek oldalaihoz csatlakoznak. A födémvégek túlnyúlnak az oszlopok támasztékán, konzolokat hozva létre. Egy harmadik lebegő födém, egy csatlakozó terasz, átmenetet képez a lakótér és a talaj között. A házba a földet a terasszal, majd a tornáccal összekötő két széles lépcsősoron keresztül lehet bejutni. 
Mies úgy találta, hogy a századforduló nagy, nyitott kiállítóterei nagyon is megfelelnek az ő ipari korszak iránti érzékének. Itt is alkalmazta az emberek által rugalmasan használható, akadálymentes tér koncepcióját, mellyel 20 évvel korábban a Tugendhat-villa és a Barcelona-pavilon esetében is kísérletezett. A belső tér egyetlen nyitott helyiségnek tűnik, amelynek tere két fakocka körül hullámzik és áramlik; az egyik egy gardróbszekrény, a másik pedig egy konyha, WC és kandalló blokkot (a „magot”) tartalmaz. A nagyobb kandalló-konyha mag úgy tűnik, mintha egy különálló ház lenne, amely a nagyobb üvegházban „fészkel.” Az épület lényegében egyetlen nagy helyiség, tele szabadon álló elemekkel, amelyek egy nyitott téren belül finom differenciáltságot biztosítanak, burkolt, de nem diktált zónákat az alváshoz, főzéshez, öltözködéshez, evéshez és üléshez. A nagyon privát területek, mint például a mosdók és a gépészeti helyiségek a magon belül lettek elzárva a külvilág elől. A Modern Művészetek Múzeuma által nemrégiben nyilvánosságra hozott rajzok azt mutatják, hogy az építész olyan mennyezeti részleteket adott meg, amelyek megengedik további függönypályák hozzáadását, és a nyitott terek három „szobára” való szétválasztását teszik lehetővé. 
Mies ezt a térkoncepciót kisebb eltérésekkel a későbbi épületeinél is alkalmazta, leginkább a Crown Hallnál, az Illinois Institute of Technology campusánál. Az egy légtérből álló, szabadon használható vagy tetszőlegesen felosztható, a változó használathoz rugalmasan alkalmazkodó, belső támaszoktól mentes, üveggel határolt és minimális külső szerkezeti keretezéssel alátámasztott egyetlen helyiség elképzelése az az építészeti eszmény, amely az építész amerikai pályafutását meghatározta. A Farnsworth House azért jelentős, mint ennek az ideálnak az első teljes megvalósítása, prototípusa annak az elképzelésének, hogy milyennek kell lennie a modern építészetnek a technológia korában.  

## Galéria

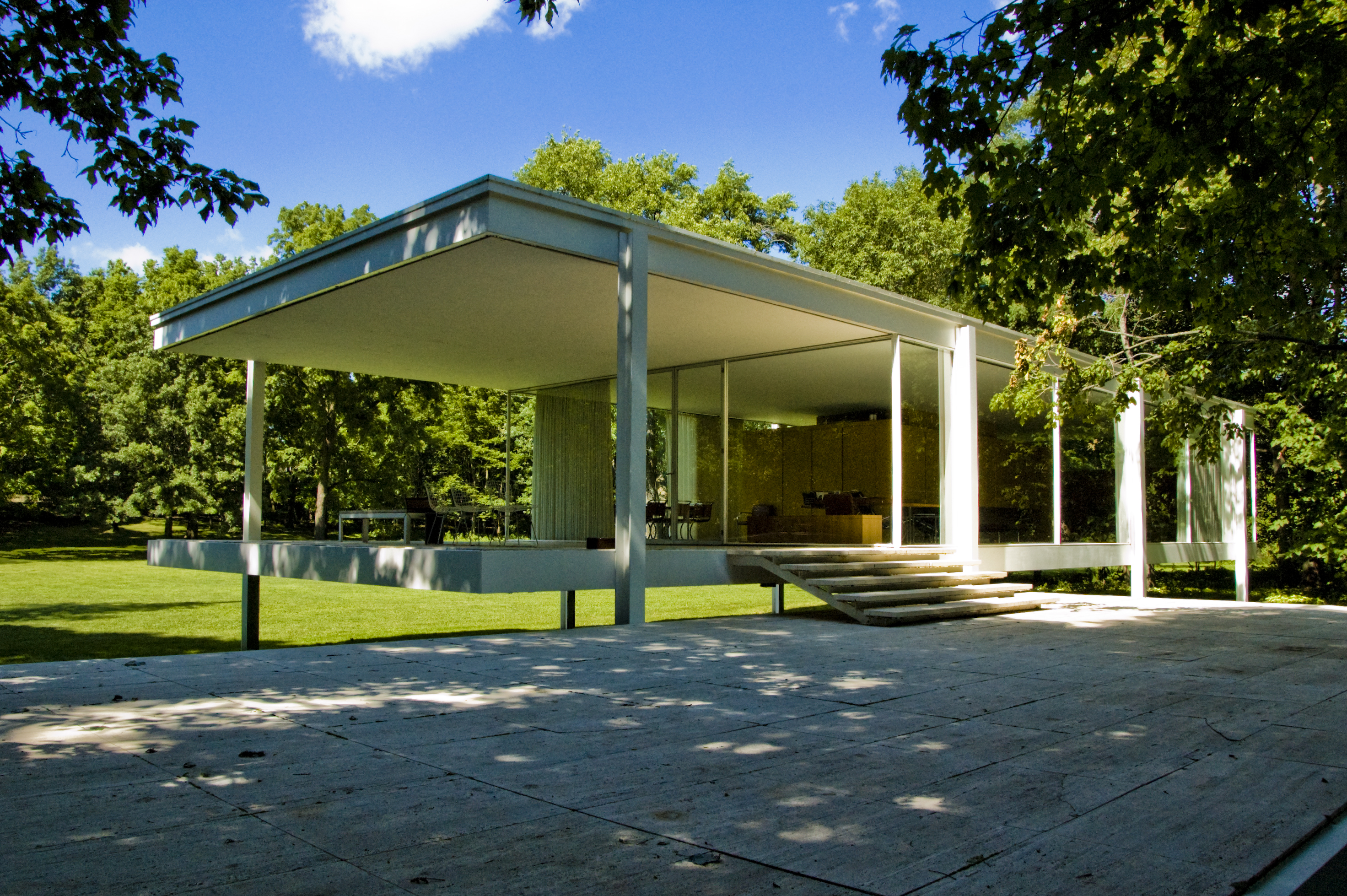
Az épület külseje
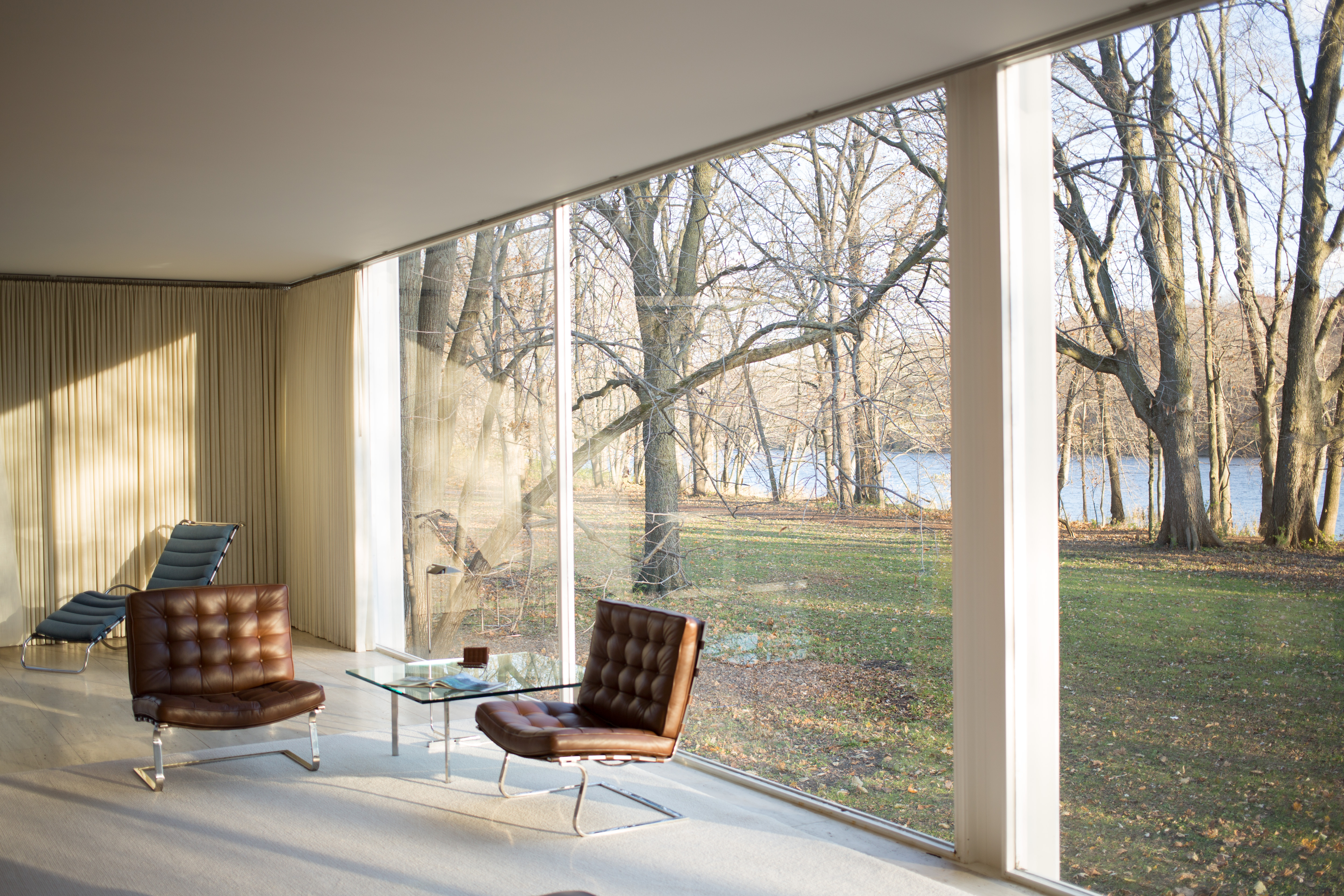
Az épület belseje 2013-ban
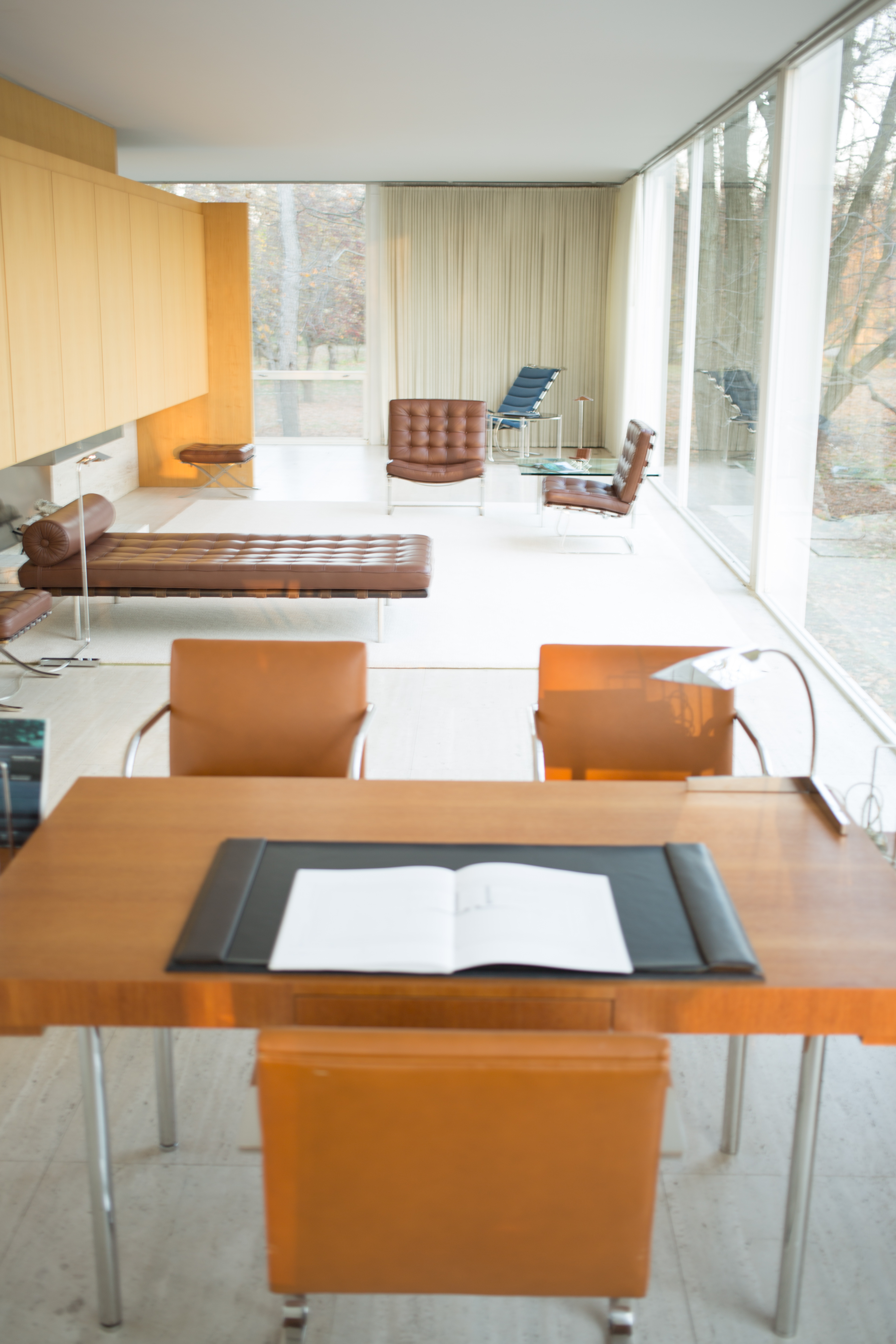
Az épület belseje 2013-ban
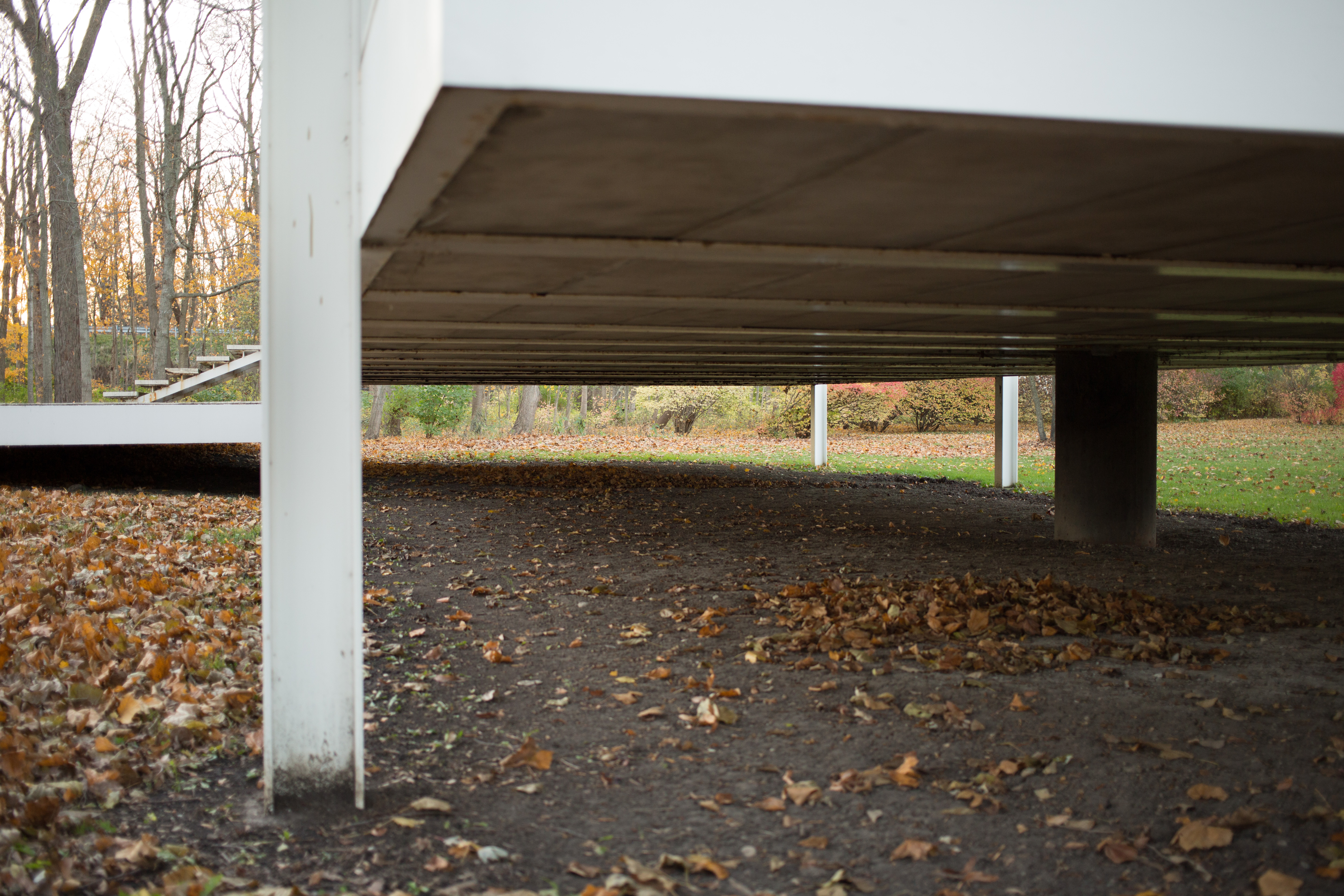
A ház alsó része. Figyelemre méltó a közepén lévő cső, amelyet az épület összes közművének egyetlen összeköttetése
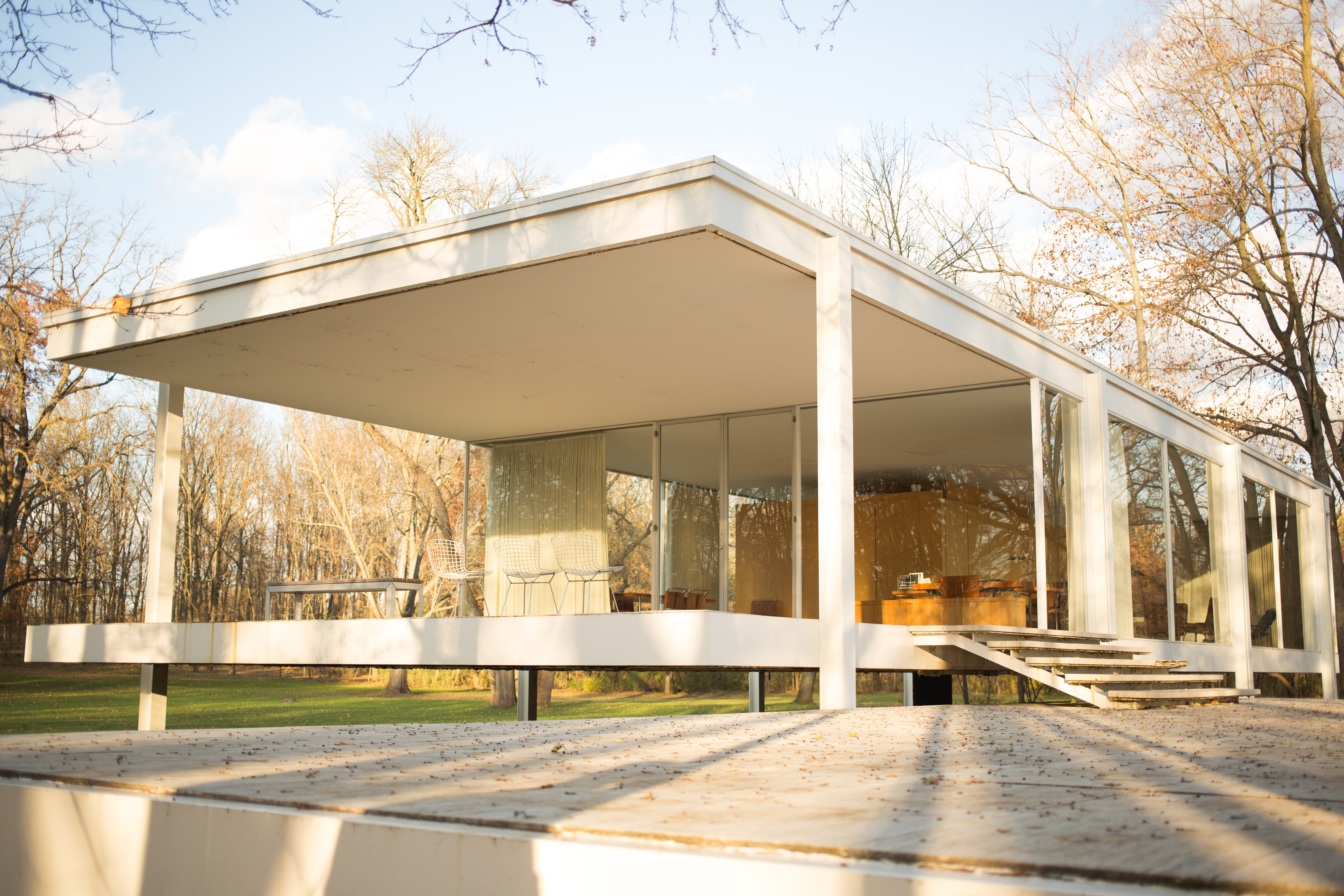
A terasz
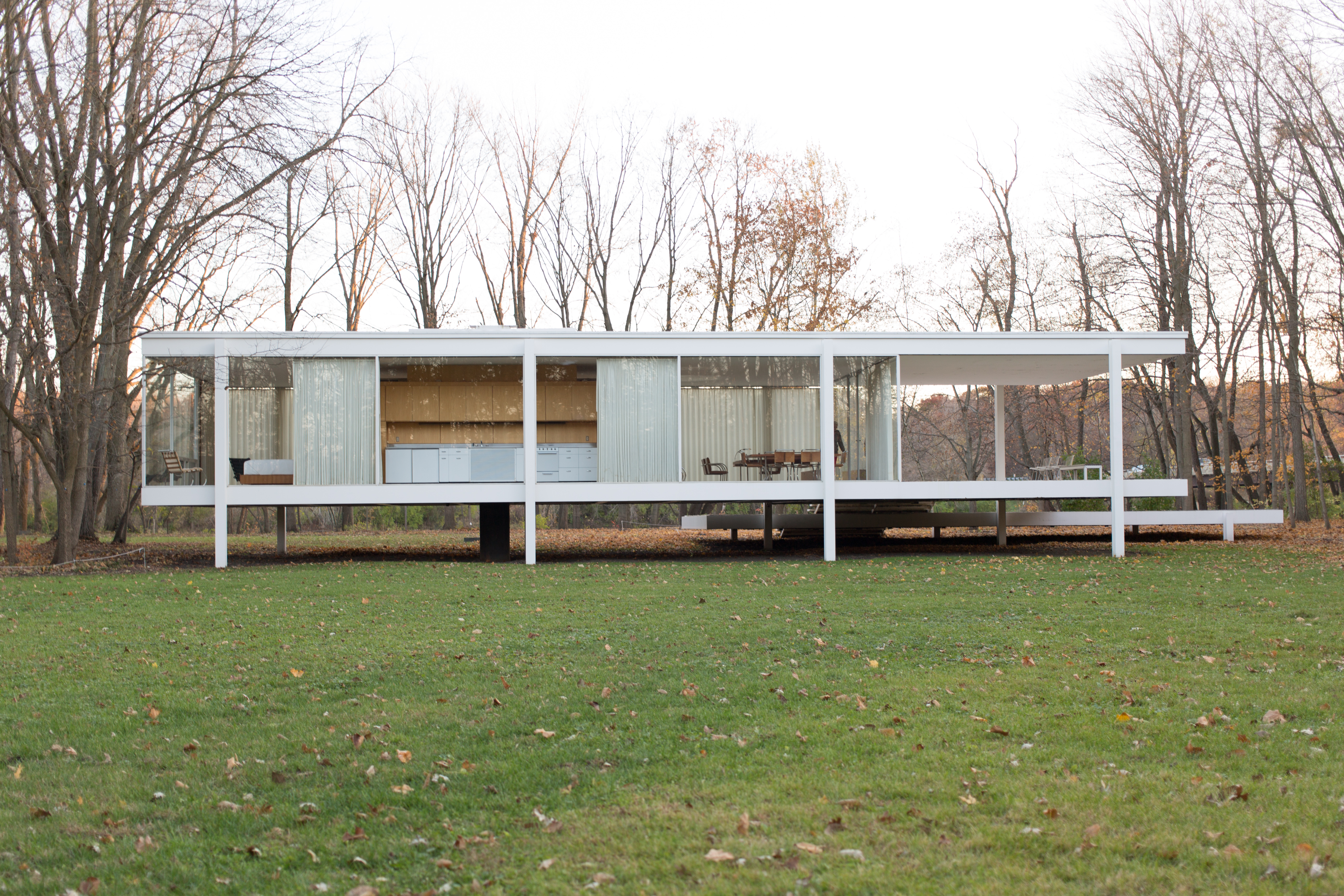
A ház hátsó része (a konyha látható)

## Fordítás
- Ez a szócikk részben vagy egészben  a   Farnsworth House című angol Wikipédia-szócikk ezen változatának fordításán alapul.  Az eredeti cikk szerkesztőit annak laptörténete sorolja fel. Ez a jelzés csupán a megfogalmazás eredetét és a szerzői jogokat jelzi, nem szolgál a cikkben szereplő információk forrásmegjelöléseként.